# Ерофей (арена)

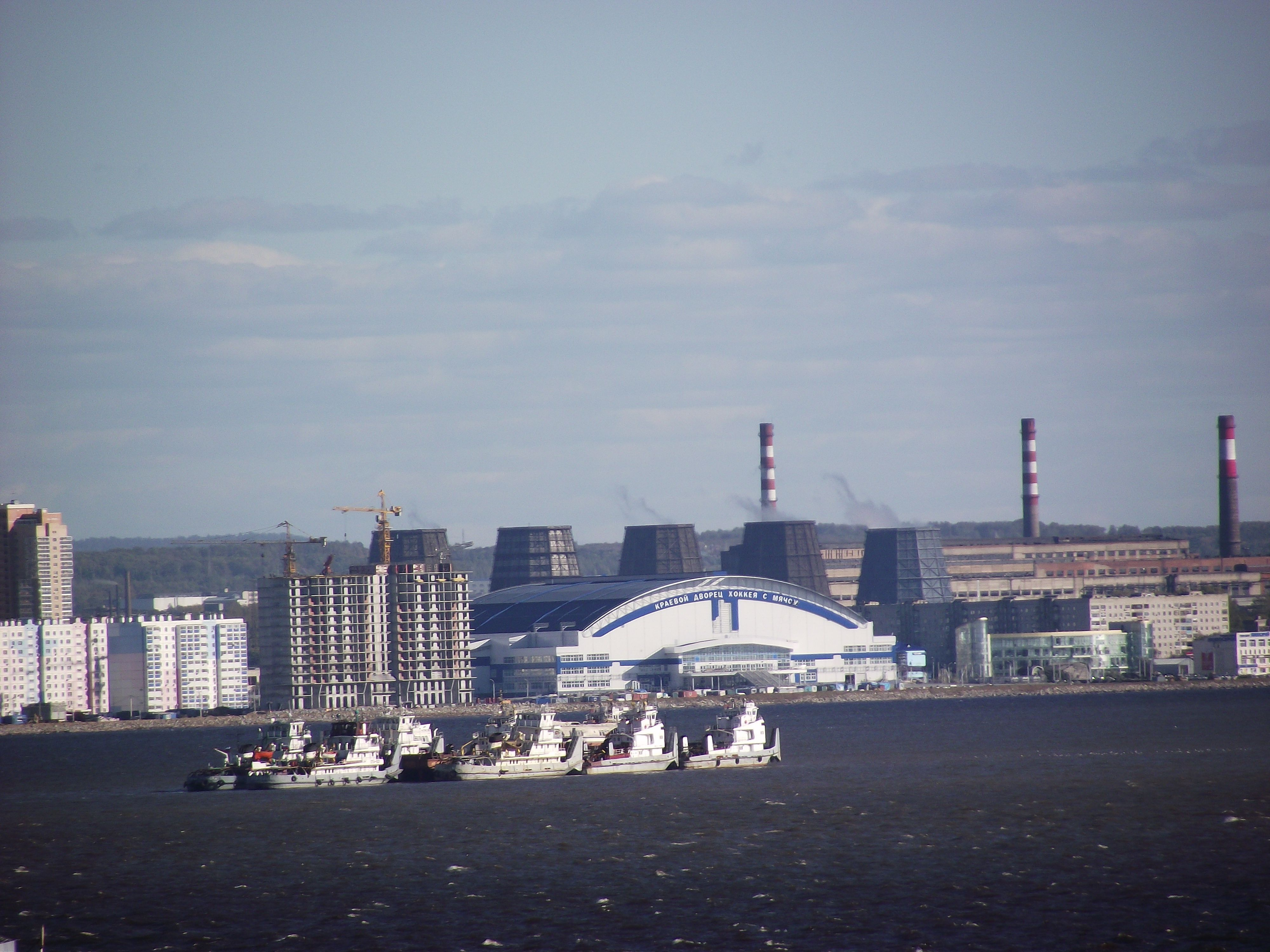
Вид с Хабаровского утёса

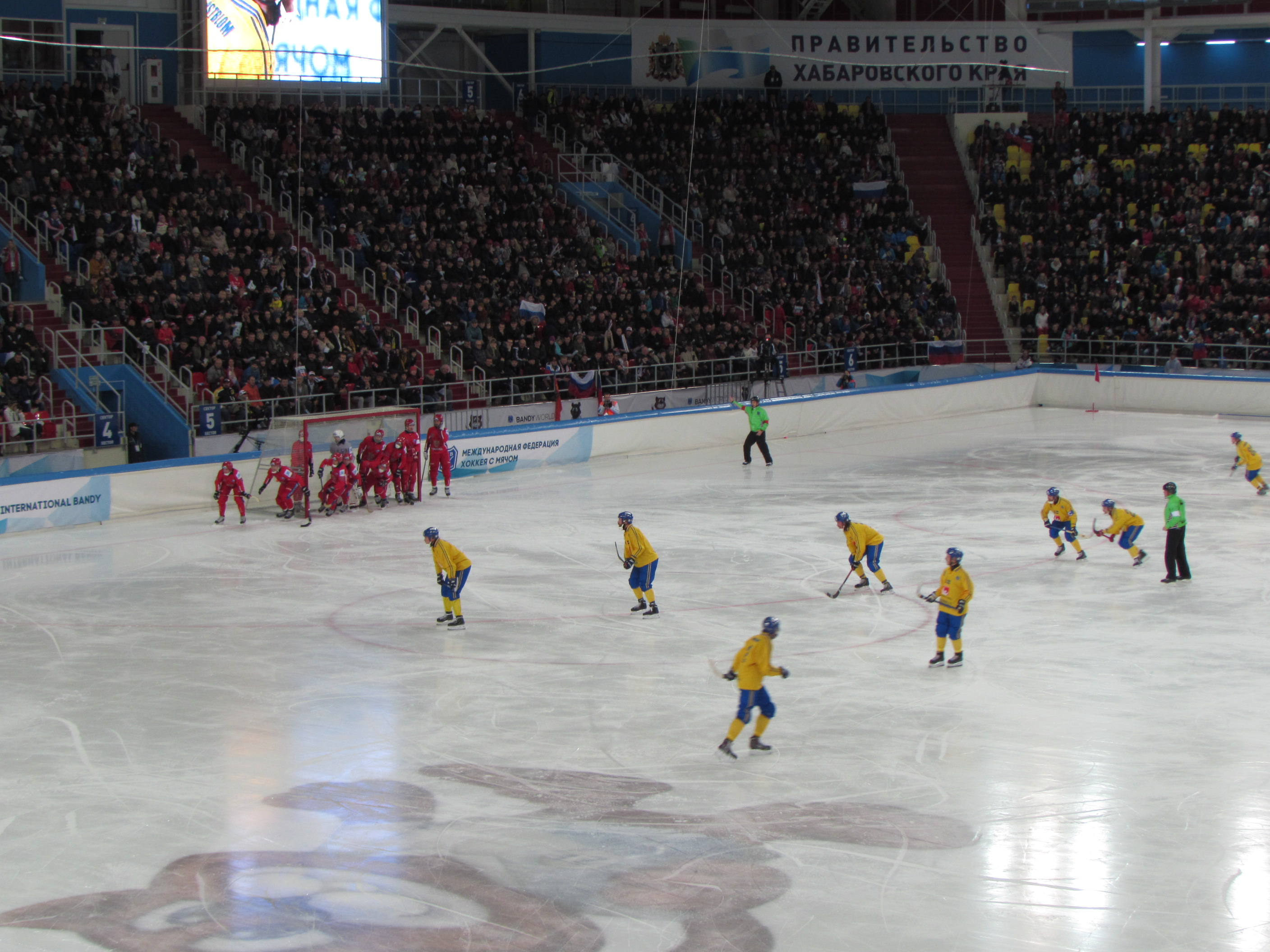
Чемпионат мира 2015

Аре́на «Ерофе́й» — спортивный комплекс в Хабаровске для игр по хоккею с мячом. Открыт в 2013 году и назван в честь землепроходца Ерофея Павловича Хабарова. За такое название проголосовало большинство горожан в объявленном властями конкурсе, проводимом в феврале 2013 года.
Вмещает 10 400 зрителей. Домашняя арена хоккейного клуба «СКА-Нефтяник». 
Находится на берегу Амурской протоки, в Индустриальном районе, на улице Павла Леонтьевича Морозова, дом № 83.
Четвертый в России крытый стадион, на котором можно проводить матчи по хоккею с мячом и второй, построенный специально для хоккея с мячом. Самый крупный и вместительный крытый стадион для хоккея с мячом в мире. Помимо хоккея с мячом, стадион рассчитан на соревнования по фигурному катанию, конькобежному спорту, кёрлингу, а также по футболу – предусмотрена возможность укладки поверх льда искусственного травяного газона. Одновременно на арене могут заниматься спортом до 250 человек. На парковке арены проходят соревнования по дрифту.

## Соревнования
- XXXV Чемпионат мира по хоккею с мячом — с 1 по 6 февраля 2015 года (группа B), с 29 марта по 4 апреля 2015 года (группа А)
- XXXVIII Чемпионат мира по хоккею с мячом (группа А) — с 29 января по 4 февраля 2018 года
- Финальные соревнования Кубка России по хоккею с мячом 2014 — 1—4 ноября 2014 года
- Суперкубок России по хоккею с мячом 2015 — 11 января 2015 года[8][9]
- Финальная игра чемпионата России по хоккею с мячом сезона 2014/15 — 21 марта 2015 года
- Финальная игра чемпионата России по хоккею с мячом сезона 2016/17 — 26 марта 2017 года
- Финальные соревнования Кубка России по хоккею с мячом 2017 — 26—28 октября 2017 года[10]
- Суперкубок России по хоккею с мячом 2019 — 4 января 2019 года[11]
- Суперкубок России по хоккею с мячом 2021 — 7 января 2021 года[12]
- Финальная игра чемпионата России по хоккею с мячом сезона 2022/23 — 19 марта 2023 года[13]

## Концерты
- Филипп Киркоров — 20 октября 2015 года[14][15]
- Limp Bizkit — 25 октября 2015 года[16]
- Би-2 — 12 мая 2020 года[17]
- Артик и Асти  — 4 июня 2021 года[18]
- LOBODA — 30 июня 2021 года
- Баста — 2 апреля 2022 года
- Ночные снайперы — 26 февраля 2023 года
- Кино (группа)--- 20 апреля 2023 года
- Три дня дождя  — 24 мая 2024 года
- КняZz — 29 сентября 2024 года[19]
- The Hatters — 26 апреля 2025 года[20]